# 輪島市図書館
輪島市図書館（わじましとしょかん）は、石川県輪島市が設置運営する公立図書館の総称。輪島市立図書館（輪島）、輪島市立図書館町野分館（町野）、輪島市立門前図書館（門前）の3館をいう。

## 構成

### 輪島市立図書館
輪島市河井町にある図書館。建物は輪島市文化会館との複合施設で1981年（昭和56年）8月11日に開館した。
2024年（令和6年）1月1日の能登半島地震で建物が被災し、再開の見通しが立たたない状況となった。その後、5月に道の駅輪島内に仮設図書館を設置したが並べることが可能な冊数は千冊程度となっていた。同年12月21日、輪島市宅田町の商業施設「パワーシティ輪島ワイプラザ」の空きテナントに仮設図書館がオープンし、図書数も約4万5千冊となった。
- 蔵書冊数 150,037冊（2022年4月1日現在）[3]
- 開架冊数 62,137冊（2022年4月1日現在）[3]

### 輪島市立図書館町野分館
輪島市町野町粟蔵川原田にある図書館。建物は輪島市町野支所との複合施設で、1982年（昭和57年）8月に開館した。
- 蔵書冊数 7,494冊（2022年4月1日現在）[3]
- 開架冊数 7,494冊（2022年4月1日現在）[3]

### 輪島市立門前図書館
輪島市門前町走出にある図書館。2004年（平成16年）6月に開館した。
- 蔵書冊数 64,037冊（2022年4月1日現在）[3]
- 開架冊数 49,898冊（2022年4月1日現在）[3]

## 歴史
- 1922年（大正11年）4月 - 輪島町河井町元中星家に寄贈図書数300冊で図書館を創設[3]。
- 1929年（昭和4年）4月 - 河井町鳳至郡役所裏に町立図書館建設（蔵書数1,000冊）[3]。
- 1949年（昭和24年）7月 - 河井小学校の一教室に開館（蔵書数3,400冊、職員1名）[3]。
- 1950年（昭和25年）10月 - 輪島町立図書館設置条例制定・公布[3]。石川県中央図書館輪島分館に指定される[3]。
- 1954年（昭和29年）3月 - 市制施行により「輪島市中央図書館」となる（条例制定・公布）[3]。
- 2000年（平成12年） - 「輪島市中央図書館」を「輪島市立図書館」に名称変更[3]。
- 2006年（平成18年） - 門前町と合併し、図書館システムを統一[3]。